# 雙答應
雙答應，姓名及出身均不詳，清朝康熙帝之答應。

## 生平
目前並不清楚雙答應是在何時被康熙帝收為後宮主位，有學者推測她在康熙朝時可能已經有大答應的身份。康熙四十六年，康熙帝位下有大答應十人，雙答應或在其中。雍正三年三月，寧壽宮內未有「雙答應」之名。雍正七年四月二十七日卯時，葬入景陵妃園寢。